# Suco de soja
Sucos de soja são bebidas à base de soja feitas a partir de dois diferentes métodos de fabricação: extrato da soja ou da proteína isolada da soja. O extrato da soja é obtido por meio da moagem dos grãos de soja com água, processo no qual são preservados proteínas, parte dos carboidratos solúveis, gorduras insaturadas, vitaminas e minerais presentes na soja. Já a proteína isolada da soja é extraída da farinha de soja desengordurada, obtida da remoção dos componentes não proteicos dos grãos. Contém aproximadamente 90% de proteínas em base seca. Apesar de conter maior quantidade de proteínas do que o extrato de soja, por ser concentrada, a proteína isolada de soja geralmente é diluída para o consumo e o produto final acaba oferecendo quantidades de proteínas similares às do extrato por porção.
A soja é o único vegetal que apresenta uma proteína completa, similar à caseína e à proteína do ovo (albumina), que são consideradas padrões de referencia. Além de conter quantidades adequadas de aminoácidos, é rica em fibras, cálcio, fósforo, potássio, vitaminas do complexo B e zinco. Composta principalmente por ácidos graxos poli-insaturados, apresenta excelente perfil lipídico, o que contribui para a saúde cardiovascular. Desta forma, as bebidas à base de soja podem compor a alimentação em todas as fases da vida, proporcionando importantes nutrientes ao organismo.
O suco à base de soja é composto por suco de fruta e extrato de soja. Considerado uma boa opção alimentar por conta da combinação de nutrientes, minerais e a proteína da soja, além dos benefícios nutricionais da fruta. Seu consumo tem aumentado no Brasil em função da ampla variedade disponível no mercado.[carece de fontes?]